# Edwin Flye

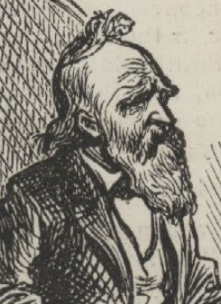
Edwin Flye

Edwin Flye (* 4. März 1817 in Newcastle, Massachusetts; † 12. Juli 1886 in Ashland, Kentucky) war ein US-amerikanischer Politiker. Von 1876 bis 1877 vertrat er den Bundesstaat Maine im US-Repräsentantenhaus.

## Werdegang
Edwin Flye wurde 1817 in Newcastle geboren, das damals noch zu Massachusetts gehörte und seit 1820 Teil von Maine ist. Er besuchte die öffentlichen Schulen seiner Heimat und wurde danach im Handel und im Schiffbau tätig. Politisch wurde er Mitglied der Republikanischen Partei. Im Jahr 1858 war er Abgeordneter im Repräsentantenhaus von Maine. Viele Jahre lang war er Präsident der First National Bank of Damariscotta. Während des Bürgerkrieges fungierte Flye als Major und Zahlmeister in der Armee der Union. Im Juni 1876 nahm er als Delegierter an der Republican National Convention in Cincinnati teil, auf der Rutherford B. Hayes als Präsidentschaftskandidat nominiert wurde.
Nach dem Wechsel des Kongressabgeordneten James G. Blaine in den Senat wurde Flye bei der notwendig gewordenen Nachwahl im dritten Wahlbezirk von Maine als dessen Nachfolger in das US-Repräsentantenhaus in Washington gewählt. Dort trat er am 4. Dezember 1876 sein neues Mandat an. Da er bei den regulären Wahlen dieses Jahres nicht mehr kandidierte, konnte er bis zum 3. März 1877 nur die Legislaturperiode seines Vorgängers beenden.
Nach dem Ende seiner kurzen Zeit im US-Repräsentantenhaus war Edwin Flye im Bankgewerbe und im Schiffbau tätig. Er starb am 12. Juli 1886 während eines Besuchs bei seiner Tochter in Ashland (Kentucky) und wurde in Newcastle beigesetzt.